# Anchusa officinalis
Anchusa officinalis es una especie perteneciente a la familia de las boragináceas. Tiene propiedades medicinales.

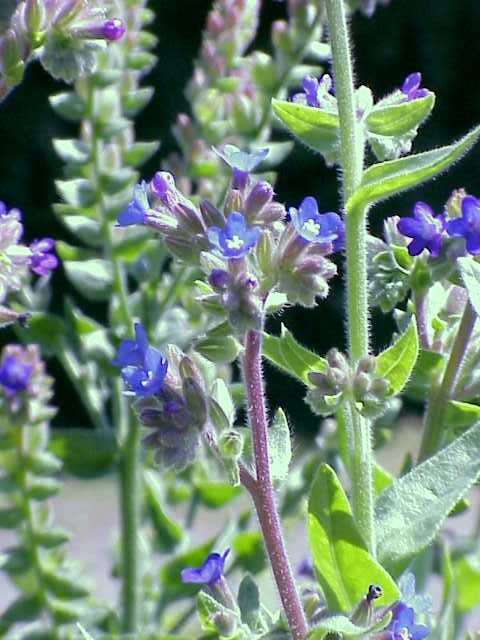
Inflorescencia

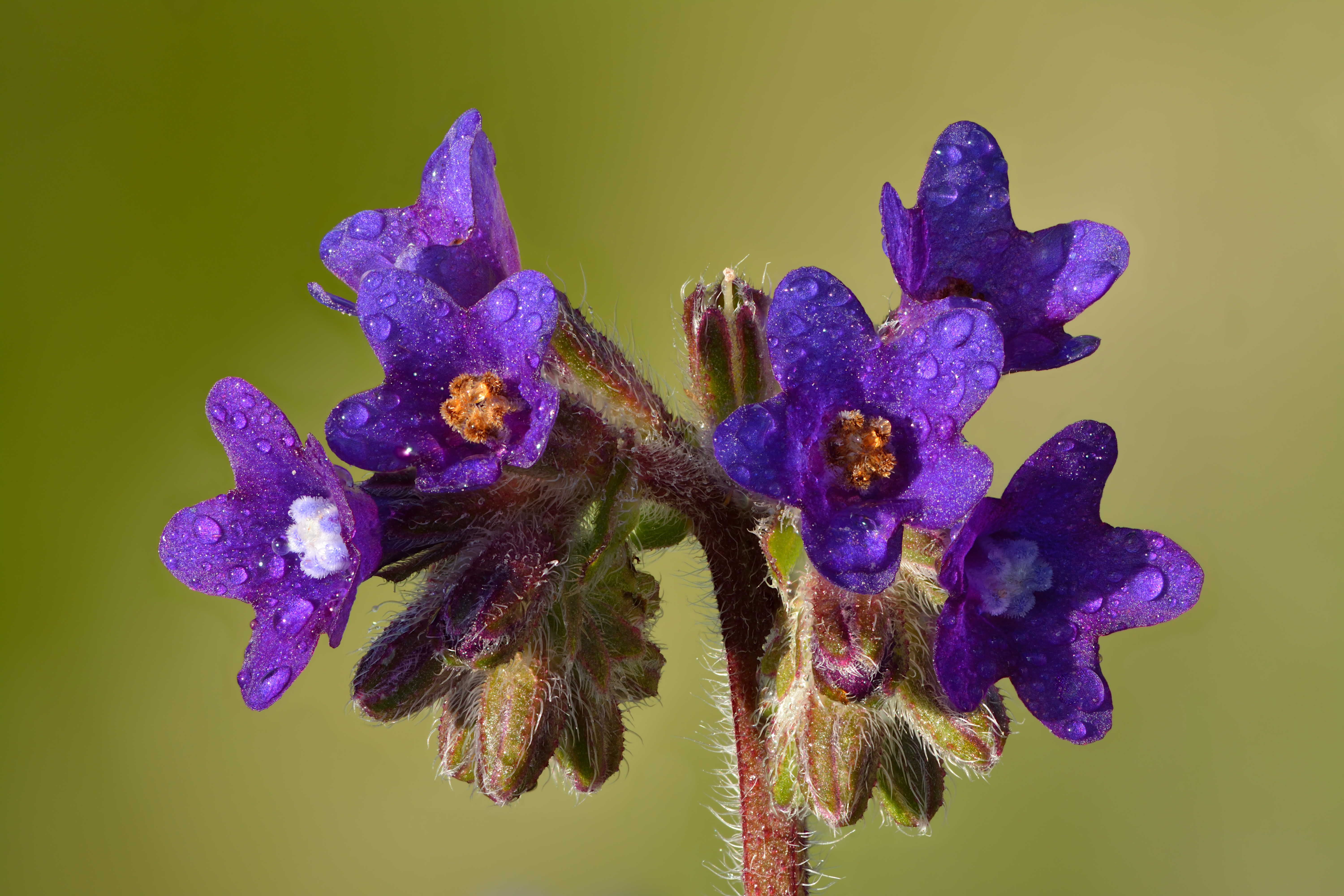
Detalle flores

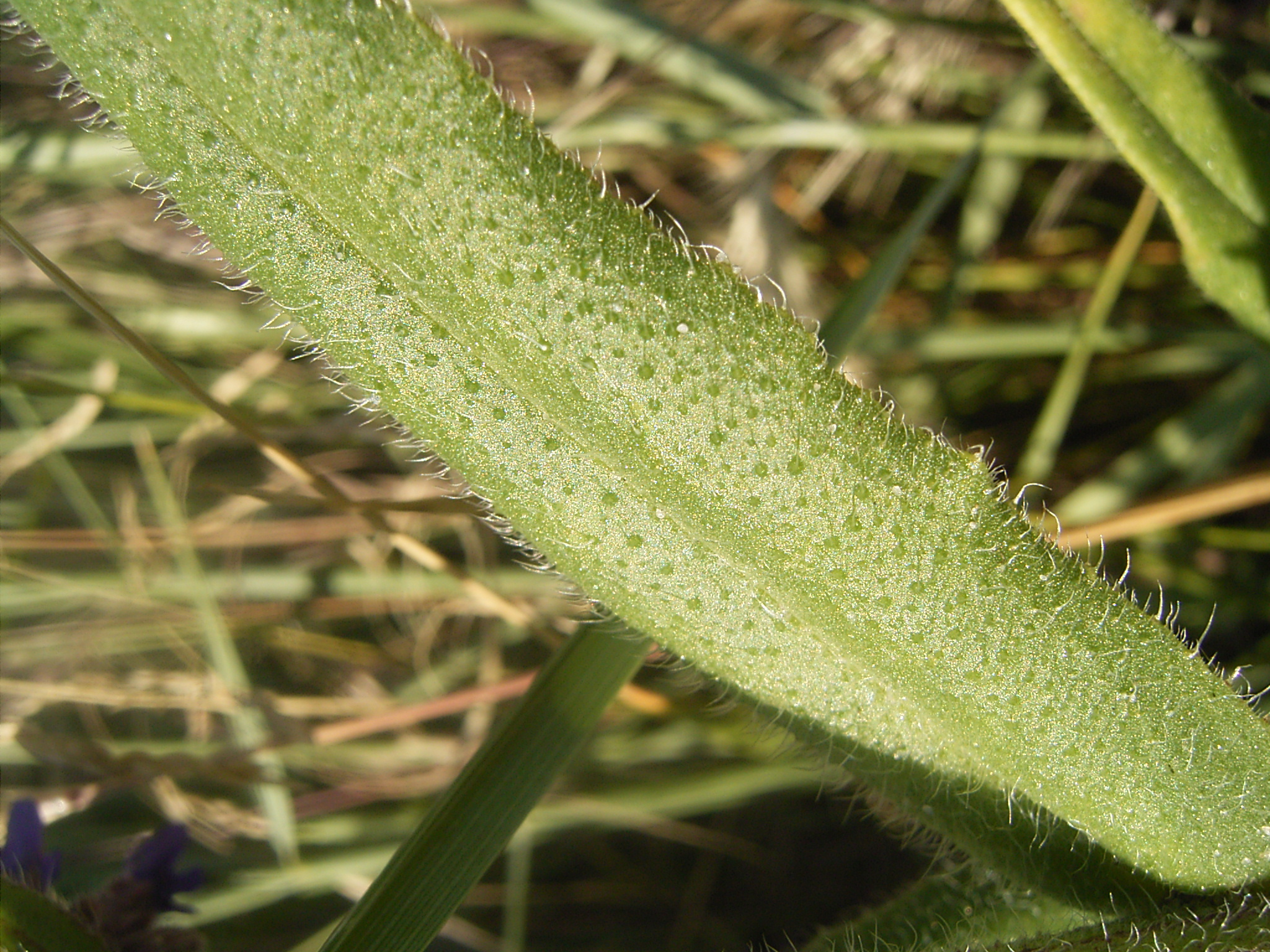
Detalle de la hoja

## Descripción
Es una planta bianual, herbácea con tallos ramosos. Sus hojas son lanceoladas y sésiles de-15 cm de largo con pelusa. Las hojas de la base forman una roseta. Las flores son azules o violetas, tubulares y dispuestas en umbelas planas.

## Distribución y hábitat
Natural de la zona meridional de Europa, aclimatándose en América del Norte, donde crece en jardines, setos, terraplenes y terrenos baldíos. 

## Propiedades
- El mucílago de las flores es expectorante y sudorífico.
- Plinio el Viejo habla de su uso como tintura.
- Galeno la reconoce como cosmético.

## Taxonomía
Anchusa officinalis fue descrita por Carlos Linneo y publicado en Species Plantarum 1: 133. 1753.
- La especie Anchusa officinalis descrita por Gouan en Hortus Monsp., 1762 es la especie Anchusa azurea publicada por Mill.

Etimología
officinalis: epíteto latino que significa "usado como planta medicinal".
Sinonimia
- Anchusa angustifolia L.
- Anchusa arvali Rchb.
- Anchusa baumgartenii Nyman
- Anchusa davidovii Stoj.
- Anchusa incarnata Schrad. ex Steud.
- Anchusa leptophylla W.D.J.Koch
- Anchusa lycopsidis Besser ex Link
- Anchusa macrocalyx Hausskn.
- Anchusa maculata Hornem. ex Steud.
- Anchusa microcalyx Vis.
- Anchusa ochroleuca Baumg.
- Anchusa ochroleuca subsp. procera (Besser ex Link) Nyman
- Anchusa osmanica Velen.
- Anchusa pustulata Schur
- Anchusa spicata Lam.
- Anchusa tinctoria Woodv.
- Anchusa velenovskyi (Gusul.) Stoj.
- Anchusa velenovskyi var. stojanovii St.Kozhukharov
- Buglossum angustifolium Moench
- Buglossum aspermum Gilib.
- Buglossum officinale Lam.[4]

## Nombre común
Argamala, argámula, buglosa, buglosa oficinal, buglosa vulgar, chupa-mieles, lengua de buey, lengua de buey salvaje, lengua de culebra, lengua de vaca, lenguaza, melera, miel de avispas.